# 原田伸銅所
株式会社原田伸銅所（はらだしんどうしょ、Harada Metal Industry Co., Ltd.）とは、埼玉県戸田市本町5-9-25に本社を持ち、りん青銅板・条の製造販売を行っている中小企業である。
現在の社是は「知」、スローガンは「知恵と創造」である。

## 概説
1952年創業の日本の伸銅メーカーで、りん青銅板・条の製造販売を専業としている。宮城県黒川郡大衡村の仙台工場に、りん青銅の溶解鋳造から圧延・製品スリットに至る一貫生産ラインを保有。また、栃木県日光市の轟事業所にてりん青銅条のHOT-DIPすずめっき加工を行っている。りん青銅はばね性に優れ、強度が高く、曲げ・絞り加工性が良いことに加えて、電気伝導率が高いことから、各種コネクタ、リレー（継電器）、ベアリングフレーム等の工業製品の素材として広く利用されている。

## 沿革
- 1952年 株式会社原田伸銅所の創立　埼玉県蕨市に工場建設　銅板の製造販売を開始
- 1955年 埼玉県戸田市へ移転　りん青銅板・条の製造を開始
- 1964年 名古屋営業所開設
- 1966年 JIS表示許可認証
- 1978年 笹目工場新設（現在は仙台工場に集約）
- 1984年 代表取締役社長に原田英雄が就任
- 1992年 製品スリット事業開始
- 1994年 仙台工場第一期工事完成　新設溶解・鋳造工程稼働
- 1996年 轟事業所完成　HOT-DIPすずめっき事業開始
- 1999年 仙台工場第二期工事完成　新設焼鈍・圧延工程稼働　ISO9002認証取得（現在ISO9001：2015）
- 2002年 仙台工場第三期工事完成　新設連続焼鈍・仕上圧延工程稼働
- 2005年 ISO14001：2004認証取得（現在ISO14001：2015）
- 2006年 本社屋竣工
- 2008年 代表取締役社長に原田真理生が就任
- 2010年 仙台工場第四期工事完成　新設スリッター・自動倉庫稼働
- 2013年 中国販売会社：原田伸銅商貿（深圳）有限公司設立

## 事業所
- 本社
  - 埼玉県戸田市
- 仙台工場[1]
  - 宮城県黒川郡大衡村
- 轟事業所
  - 栃木県日光市
- 営業所
  - 愛知県名古屋市南区
- 原田伸銅商貿易（深圳）有限公司 （中国販売会社）
  - 中華人民共和国広東省深圳市